# 斯洛比德卡-巴林西卡
48°51′41″N 26°39′7″E / 48.86139°N 26.65194°E
斯洛比德卡-巴林西卡（烏克蘭語：Слобідка-Балинська），是烏克蘭西部的村莊，隸屬赫梅利尼茨基州的卡緬涅茨-波多利斯基區。該村面積1.59平方公里，海拔高度261米，2001年人口413，人口密度每平方公里259.9人。